# Paul Wertheimer
Paul Wertheimer (* 4. Februar 1874 in Wien; † 19. März 1937 ebenda) war ein österreichischer Schriftsteller und Jurist.

## Leben
Wertheimer wuchs als Kaufmannssohn in Wien auf. Er besuchte gemeinsam mit Hugo von Hofmannsthal das Akademische Gymnasium. Nach Studien der Rechtswissenschaften in Wien und Zürich promovierte er zum Dr. iur. Neben seiner Tätigkeit als Anwalt arbeitete Wertheimer für verschiedene Zeitschriften und Zeitungen als Feuilletonist und Theaterkritiker, u. a. für Die Bühne, Der Humorist, Die Muskete und Neue Freie Presse. Eine Auswahl von Kritiken erschien 1921 in dem Band Kritische Miniaturen.
Tätig war Wertheimer auch auf dem Gebiet der Lyrik. Einige der Gedichte vertonte Alexander von Zemlinsky in seinem Zyklus Herbsten (1895–1897 entstanden), eines Eduard Kreuzhage 1913 (in: Vier Gedichte, op. 14). Weitere namhafte Komponisten seiner Zeit, die lyrische Texte von ihm vertonten, sind zum Beispiel Felix Weingartner und Joseph Marx. Wertheimer schrieb das Libretto für Oscar Straus’ Singspiel Das himmelblaue Zelt (1914). Helmuth Kiesel zählt ihn „zur Gruppe der Jungwiener Autoren um Hermann Bahr und Arthur Schnitzler“. Karl Kraus griff in der Fackel Wertheimer scharf an: „Der Advokat Paul Wertheimer, der vom Theater weniger versteht als eine Kuh von Jurisprudenz, während sie bestimmt bessere Lyrik macht.“
Daneben schrieb Wertheimer auch Stücke für das Theater. Menschen von heute wurde 1924 an der Wiener Volksbühne uraufgeführt. Die Übersetzung von Oscar Wildes theoretischer Schrift  Die Seele des Menschen unter dem Sozialismus stammt von Wertheimer. Er zählte zu Beginn des 20. Jahrhunderts auch zu den maßgebenden Mitarbeitern der Wiener Zeitung.

## Auszeichnungen
- 1919: Bauernfeld-Preis[5]
- 1929: Volkstheaterpreis (für die Komödie Stadtpark)

## Veröffentlichungen (Auswahl)
- Gedichte. Leipzig 1896.
- Neue Gedichte. München 1904.
- Die Frau des Rajah, Schauspiel mit Bühnenmusik in drei Aufzügen, UA: Wien 1909 (Volkstheater).
- Kritische Miniaturen. Essais zur Literatur. Wien 1912.
- Die Frau Rat. Komödie in drei Akten, UA: Wien 1920 (Theater an der Wien).
- Sommerhaidenweg. (Gedichte), Wien 1921.
- Brüder im Geiste. Ein Kulturbilderbuch. Deutsch-Österreichischer Verlag, Wien-Leipzig 1923.
- Menschen von heute. Schauspiel in drei Akten und einem Vorspiel, UA: Wien 1924 (Volkstheater).
- Respektlose Geschichten. Amalthea, Zürich u. a. 1930.